# Apiomorpha cucurbita
Apiomorpha cucurbita är en insektsart som beskrevs av Fuller 1899. Apiomorpha cucurbita ingår i släktet Apiomorpha och familjen filtsköldlöss. Inga underarter finns listade i Catalogue of Life.